# Schwarzschild
「Schwarzschild」（シュヴァルツシルト）は、Dのインディーズ8枚目のシングル。発売元はGODS CHILD RECORDS。

## 概要
- Dのラストインディーズシングルである。
- DVD付き限定版のDVDにはSchwarzschildのPVが収録されている。
- 表題曲の「Schwarzschild」は "シュバルツシルト" と読み、カップリング曲の「Die letzte nacht」は "ディー レッツテ ナフト" と読む。
- 表題曲が2曲目にある理由としてASAGIは「もともと2曲で1曲だったんですよ。最初に浮かんだのが「Die letzte nacht」のイントロで、それから考えたサビが全然テンポが違っていたんですよ（笑）。それで分けたんです。頭の中にストーリーも曲の流れもあったし、この順番にすることによってより世界観も出たので大正解でした」とのこと。
- Die letzte nachtの意味に対してASAGIは：”最後の夜っていう意味で、復活の夜であり最後の夜であるっていうことですね。”

## 収録曲
1. Die letzte nacht
（作詞：ASAGI、作曲：ASAGI）
2. Schwarzschild
（作詞：ASAGI、作曲：ASAGI）
3. Schwarzschild (voiceless)
通常版のみ